# شهرآورد سی و نهم تهران
 شهرآورد سی و نهم تهران، رقابتی است که در سال ۱۳۷۳ بین دو تیم استقلال تهران و پرسپولیس تهران در ورزشگاه آزادی، تهران برگزار شده‌است.

## شرح بازی
این مسابقه که در تاریخ ۳۰ دی ۱۳۷۳ انجام شده‌است از جمله شهرآوردهای تهران است که نتیجه آن توسط کمیته انضباطی فدراسیون فوتبال تعیین شده‌است.
این بازی در دقیقه ۸۸ در حالی که با تساوی دو بر دو دنبال می‌شد به دلیل درگیری بازیکنان دو تیم و هجوم تماشاگران تیم پرسپولیس به داخل زمین نیمه‌تمام ماند. کمیته انضباطی فدراسیون فوتبال به بررسی اتفاقات این بازی پرداخت و پس از یک روز رأی به برتری ۳ بر صفر تیم استقلال داد.
با توجه به اتفاقات رخ داده کمیته انضباطی مجتبی محرمی را سه سال، احمدرضا عابدزاده را دو سال، رضا شاهرودی را یک سال، فرشاد پیوس و بهزاد داداش‌زاده و امیر قلعه‌نویی و محمود فکری و صادق ورمزیار و مسعود غفوری‌های اصل را شش ماه و امیر عابدینی مدیر و محمد پنجعلی سرپرست تیم پرسپولیس و دو پزشک این تیم را نیز یک سال محروم کرد.
همچنین در این رأی آمده بود که بازی برگشت باید در زمینی بی‌طرف و در خارج از شهر تهران برگزار شود. و به همین خاطر بازی برگشت این دو تیم در زمینی در شهر بندرعباس برگزار شد و با تساوی بدون گل به پایان رسید.

### اتفاقات بازی
دقیقه ۳۶ : احمد ابهران داور بازی گل تیم پرسپولیس را مردود اعلام کرد. داور بازی معتقد بود که فرشاد پیوس قبل از سوت داور ضربه ایستگاهی را زده‌است.
دقیقه ۵۲ : مسعود غفوری‌اصل در محوطه جریمه مرتکب خطای پنالتی بر روی فرشاد پیوس شد که خود پیوس ضربه پنالتی را گل کرد.
دقیقه ۵۶ : در پی ارسال توپ، بهزاد داداش‌زاده با ضربه سر به سمت دروازه استقلال شلیک کرد که توپ پس از اصابت به زیر تیر افقی از خط دروازه استقلال عبور نمود و گل دوم پرسپولیس به ثبت رسید.
دقیقه ۶۰ : رضا شاهرودی با تکل خطرناک بر روی محمد تقوی کارت زرد دوم را گرفت و از زمین بازی اخراج شد. شدت تکل شاهرودی به حدی بود که تقوی نتوانست بازی را ادامه بدهد و در این دقیقه از زمین بازی تعویض شد.
دقیقه ۷۹ : در پی خطای حسین عبدی بر روی صادق ورمزیار در محوطه جریمه داور اعلام ضربه پنالتی کرد که ورمزیار این ضربه پنالتی را تبدیل به گل کرد.
دقیقه ۸۳ :در پی نفوذ صادق ورمزیار و ارسال توپ به محوطه جریمه، علی اکبریان دروازه تیم پرسپولیس را گشود که داور این گل را به خاطر خطای هند ورمزیار نپذیرفت.
دقیقه ۸۷ : ادموند اختر توپ ارسال شده از نقطه کرنر را وارد دروازه تیم پرسپولیس کرد تا بازی دو بر دو مساوی شود.
دقیقه ۸۹ : با درگیری امیر قلعه‌نویی و مجتبی محرمی اتفاقات بازی آغاز شد.

## جزئیات مسابقه

### بازی رفت
| پرسپولیس                                                               | ۲ (۰) – ۲ (۳) | استقلال                                                       |
| ---------------------------------------------------------------------- | ------------- | ------------------------------------------------------------- |
| رهبری‌فرد · پیوس ۵۱' (پنالتی) · داداش‌زاده ۵۶' · شاهرودی '۶۰ · محرمی '۸۹ |               | ورمزیار ۷۹' (پنالتی) · اختر ۸۷' · قلعه‌نویی '۸۹ · غفوریهای اصل |

| پرسپولیس:   |                  |  |
|             |                  |  |
| ۱           | احمدرضا عابدزاده |  |
| ۵           | افشین پیروانی    |  |
| ۸           | مجتبی محرمی      |  |
| ۱۶          | رضا شاهرودی      |  |
| ۱۹          | بهروز رهبری‌فرد   |  |
| ۱۴          | حسن شیرمحمدی     |  |
| ۲۰          | محسن عاشوری      |  |
| ۱۰          | علی دایی         |  |
| ۱۷          | فرشاد پیوس (ک)   |  |
| ۱۲          | حسین عبدی        |  |
| ۶           | بهزاد داداش‌زاده  |  |
| تعویضی‌ها:   |                  |  |
|             | ایران            |  |
|             | ایران            |  |
|             | ایران            |  |
| سرمربی:     |                  |  |
| حمید درخشان |                  |  |

| استقلال:         |                   |     |
|                  |                   |     |
| ۱                | بهزاد غلامپور     |     |
| ۲                | جواد زرینچه       |     |
| ۶                | محمود فکری        |     |
| ۵                | مسعود غفوری‌اصل    |     |
| ۴                | مهدی پاشازاده     |     |
| ۱۴               | محمد نوری         |     |
| ۸                | امیر قلعه‌نویی (ک) |     |
| ۲۰               | محمد تقوی         | '۶۰ |
| ۱۰               | ایمان عالمی       | '۶۵ |
| ۳                | صادق ورمزیار      |     |
| ۱۲               | ادموند اختر       |     |
| تعویضی‌ها:        |                   |     |
| ۱۶               | علی حاج‌اکبری      | '۶۰ |
| ۱۱               | علی اکبریان       | '۶۵ |
| سرمربی:          |                   |     |
| نصرالله عبداللهی |                   |     |

| مقامات رسمی مسابقه - کمک داورها: - محمد شجاعی - محمد پیروزرام - عبدالرضا ابراهیمی | قوانین بازی - ۹۰ دقیقه - بدون زمان اضافه یا ضربات پنالتی - تنها سه تعویض |